# Anastasia da Riva
Anastasia da Riva (Mantova, XIII secolo – Mantova, XIV secolo) è stata una nobile italiana.

## Biografia
Poche notizie si hanno di Anastasia, figlia di Corsagnone, la cui famiglia trasse il nome da Riva di Suzzara e che godette di diritti feudali. In epoca comunale erano, assieme ai Casalodi, tra le famiglie più potenti di Mantova. Nella metà del Duecento furono cacciati dalla città dai Gaffari, stabilendosi a Suzzara. Fecero rientro a Mantova nel 1266 appoggiati dagli Arlotti.

## Discendenza
Anastasia sposò Bardellone dei Bonacolsi, secondo signore di Mantova, dal quale ebbe tre figli: 
- Giovanni (? - 1288)
- Cecilia, monaca francescana
- Delia, monaca francescana